# Olesicampe paludicola
Olesicampe paludicola är en stekelart som först beskrevs av August Holmgren 1860.  Olesicampe paludicola ingår i släktet Olesicampe och familjen brokparasitsteklar. Arten är reproducerande i Sverige. Utöver nominatformen finns också underarten O. p. semirufa.